# 伊科-德洛斯比诺斯
伊科-德洛斯比诺斯（西班牙語：Icod de los Vinos），是西班牙加那利群岛圣克鲁斯-德特内里费省特内里费岛上的一个市镇。它位于首府圣克鲁斯-德特内里费往西约47公里处。总面积96平方公里，总人口22749人（2018年），人口密度240人/平方公里。
本市镇里最著名的景观应该是一棵号称“千年龙树”的龙血树。它是本树种最老和最大的一颗，树龄大概在两三百年左右。树的不远处有一个圣马科斯教堂（Iglesia de San Marcos）。

## 图集

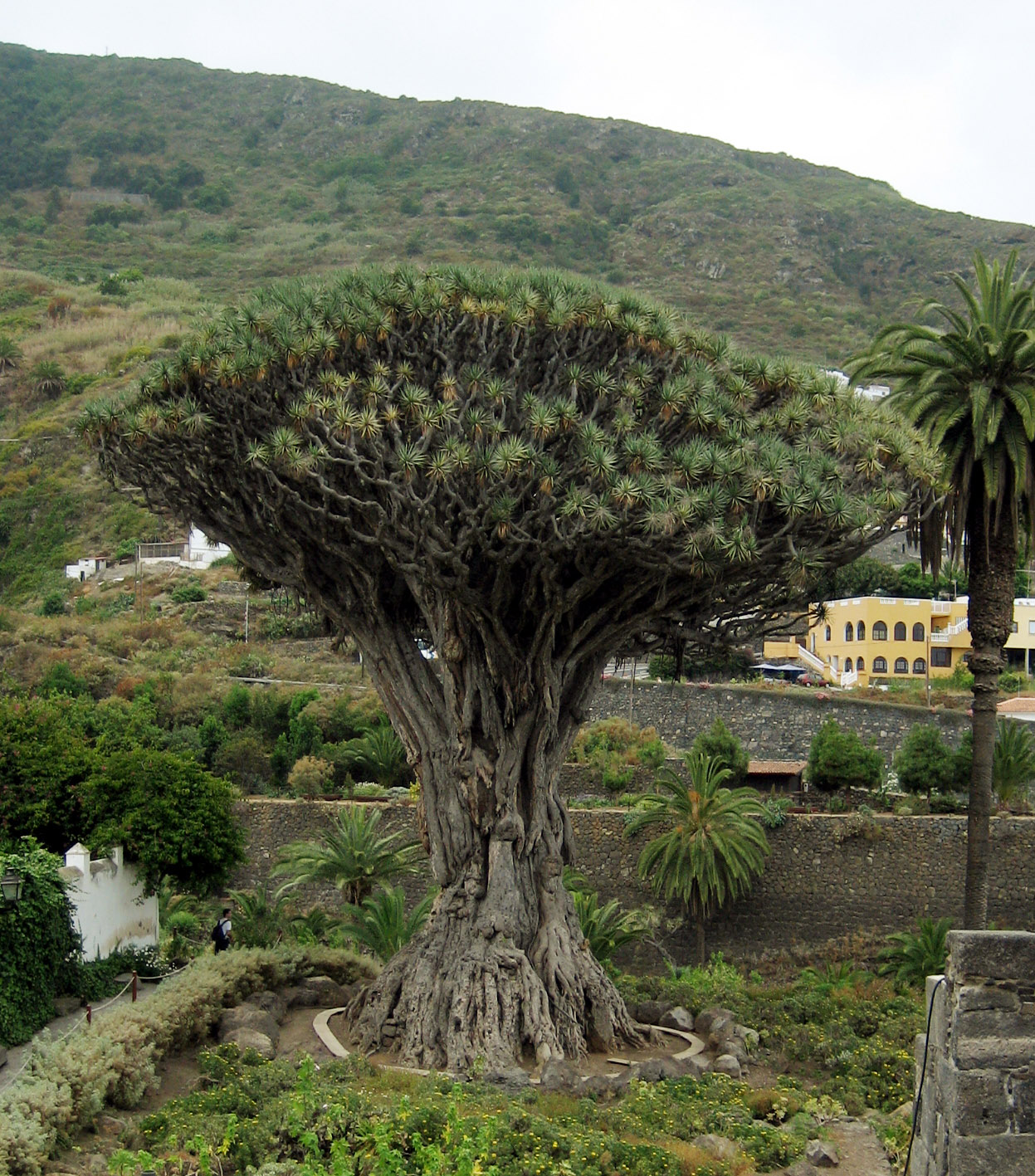
龙血树
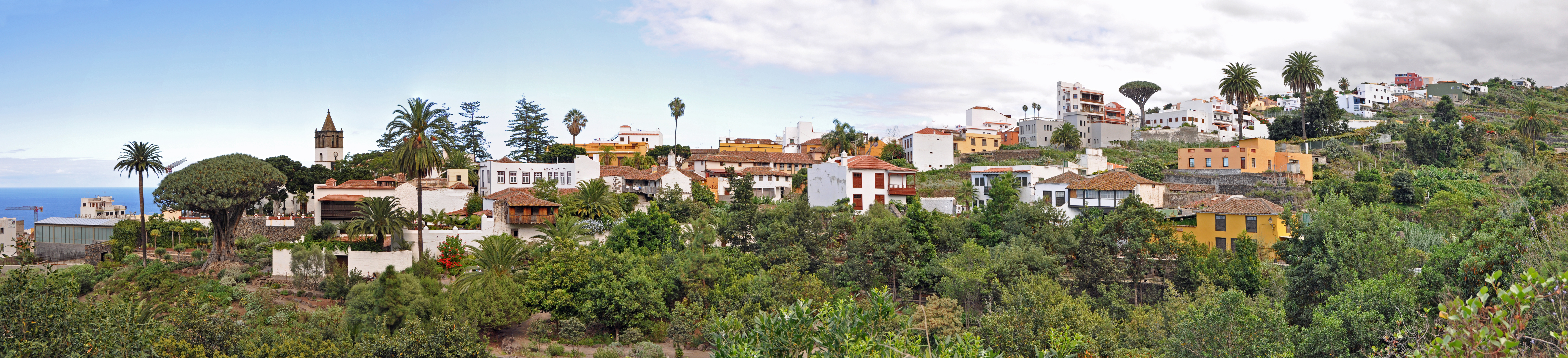
市容，左边是那个号称“千年龙树”的龙血树，旁边是圣马科斯教堂的钟楼。